# طريق سيار الهضاب العليا
| الطريق السيارة رقم 2    |                                                                                       |
| طريق سيار الهضاب العليا |                                                                                       |
| الطول                   | 1300 كم                                                                               |
| الافتتاح                | ديسمبر 2016                                                                           |
| الاتجاه                 | شرق - غرب                                                                             |
| الحد الشرقي             | الحدود التونسية                                                                       |
| الحد الغربي             | الحدود المغربية                                                                       |
| المدن الرئيسية          | تلمسان و سعيدة و تيارت و الجلفة و المسيلة و باتنة و بسكرة و أم البواقي و خنشلة و تبسة |
|                         |                                                                                       |

طريق سيار الهضاب العليا الرابط بين الحدود الجزائرية الشرقية والغربية والمتجه من الحدود التونسية إلى غاية الحدود المغربية الذي سيشكل عنصرا هاما لقلب الموازين في توزيع الكثافة السكانية، على النحو الذي من المحتمل معه أن يعالج الخلل الموجود في التوزيع السكاني الموجود حاليا، خاصة وأن المشروع يمتد على 1020-1300 كيلومتر، كما يضم برنامج القطاع إنجاز الطريق الاجتنابي الرابع بالإضافة إلى مجموعة من ازدواجية الطرق الوطنية شمال جنوب.
و يشكل الطريق السيار للهضاب العليا الذي سيمتد جزؤه الشرقي إلى غاية ولاية تبسة جزءا من المخطط التوجيهي للطرق والطرق السيارة 2005-2025 المنفذ في إطار برنامج رئيس الجمهورية عبد العزيز بوتفليقة.
وسيسمح إنجاز هذا الجزء من مشروع الطريق السيار باستحداث أكثر من 5 آلاف منصب شغل لفائدة السكان القاطنين على محوره.

## الجزء الشرقي
طوله 220 كم
الولايات المعنية: تبسة، خنشلة، باتنة.

## الجزء وسط
طوله 495 كم
الولايات المعنية: باتنة، المسيلة، المدية، الجلفة، تيارت.

## الجزء الغربي
طوله 305 كم
الولايات المعنية: تيارت، سعيدة، سيدي بلعباس، تلمسان.